# Goran Šubara
Goran Šubara (4 de abril de 1987) é um futebolista australiano que atua como volante ou zagueiro.
Teve certo destaque quando jogou pelo Lautoka Football Club em 2008, quando conquistou o Campeonato Interdistrital.